# 馬森島
馬森島是南極洲的島嶼，島嶼長約27公里，位於亨德森島西北14公里，座標位置66°8′S 96°35′E / 66.133°S 96.583°E，島上最高點海拔465米，該島在1912年2月首次被澳洲南極考察隊發現。